# ویکتور دووان
ویکتور دووان (فرانسوی: Victor Duvant‎; ۳ مارس ۱۸۸۹ – ۱۳ سپتامبر ۱۹۶۳) ژیمناست هنری اهل فرانسه بود.